# Bandera de Palau de Santa Eulàlia
La bandera oficial de Palau de Santa Eulàlia té la següent descripció:
Bandera apaïsada, de proporcions dos d'alt per tres d'ample, groga amb tres creus en aspa, situades una damunt de l'altra, de proporcions d'1/3 de l'altura del drap la més ampla, de color negre; la segona d'amplada, de 2/9 i de color groc; i la tercera, d'1/9, de color vermell.
Va ser aprovada el 23 de maig de 1997 i publicada en el DOGC el 13 de juny del mateix any amb el número 2412.